# Mapa logístico
O mapa logístico ou aplicação logística é uma regra matemática que associa a um dado número {\displaystyle x_{n}} um outro número {\displaystyle x_{n+1},} através da equação:
{\displaystyle (1)\qquad x_{n+1}=rx_{n}(1-x_{n}),}
onde {\displaystyle r} é um parâmetro. Ele é um exemplo de mapa discreto, sendo comumente utilizado na introdução à teoria do caos. Foi descrito pelo biólogo Robert May em 1976 como um modelo populacional para insetos, com {\displaystyle x_{n}} sendo o número de indivíduos no n-ésimo intervalo de tempo, e {\displaystyle r} como uma taxa de crescimento da população.
Além de funcionar como um modelo populacional, através do trabalho pioneiro de May, o estudo das dinâmicas deste mapa passaram a poder ser aplicadas em diversas áreas como biologia , ciclos econômicos , eletrônica , geração de números aleatórios , análises de espectro de energia , análise numérica , criptografia , entre outras áreas.
A explicação para a tantas áreas apresentarem aplicações para o mapa logístico é a simplicidade de sua função, polinomial de grau 2, somada à enorme variedade de dinâmicas apresentadas, principalmente aquelas associadas à dinâmicas caóticas.